# Wallis Simpson
Wallis Simpson, (rođ. Bessie Wallis Warfield), (Blue Ridge Summit, Pennsylvania, 19. lipnja 1896. — Pariz 24. travnja 1986.) bila je državljanka SAD-a u povijesti poznata kao ljubavnica, a od 1937. pa do njegove smrti 1972. supruga Eduarda VIII.
Eduard je abdicirao s britanskog trona da bi se oženio Wallis. Poslije njihova vjenčanja Wallis je dobila naslov vojvotkinje od Windsora. 

## Životopis
Wallis Simpson rođena je u Pennsylvaniji. Njen otac umire nekoliko mjeseci poslije njenog rođenja, a brigu o njoj u mladosti vodila je majka uz ekonomsku pomoć strica Solomona Warfielda. 
Kasnije seli s majkom kod tetke koja je postala udovica 1901. Warfield je kasnije platio njeno školovanje na internatu Oldfields School.
Simpson se udaje prvi put 1916. godine za vojnog pilota Earla Winfielda Spencera, Jr. Par je uglavnom živio odvojeno i rastaju se 1928. Ponovo se udaje 1928. za Ernesta Simpsona. Par je vodio bogat socijalan život i 1931. Simpson upoznaje budućeg Eduarda VIII. s kojim započinje vezu 1933. Britanski tisak nije pisao o njihovoj vezi iako se za vezu znalo u drugim zemljama. Simpson je zatražila razvod od svog muža 1936., i u prosincu iste godine tisak počinje obavještavati o vezi između Eduarda i Simpson i u Engleskoj.
Kada je Eduard, koji je postao engleski kralj, ispričao premijeru Stanleyu Baldwinu da ima namjeru oženiti se sa ženom koja je bila već dva puta udana, doživio je veliko protivljenje vlade, aristokracije i crkve. Kralj je predložio morganatski brak, prema kojem Simpson ne bi bila kraljica. To su međutim odio Baldwin kao i jedan dio političara, uključujući i premijere Australije i Južne Afrike. Kralj je obavješten da u slučaju braka sa Simpsonovom vlada bi podnijela ostavku. Eduard je abdcirao 11. prosinca 1936. Eduard je odselio u Austriju čekajući da Simpson dobije rastavu braka, što se i dogodilo u svibnju 1937.

Par seli u Pariz gdje se i vjenčava 3. lipnja 1937. na privatnoj svečanosti nedaleko Toursa u Francuskoj. Nitko od članova kraljevske obitelji nije prisustvovao vjenčanju. 
Poslije abdikacije Eduardu je njegov brat, novoizabrani kralj Đuro VI., dodijelio naslov Njegovo kraljevsko veličanstvo, vojvoda od Windsor. Simpson je na taj način postala vojvotkinja od Windsora. Par je 1937. posjetio Njemačku kao gosti Adolfa Hitlera, što je dovelo do sumnji da je Simpson bila njemački agent i da je simpatizirala s nacizmom. Tijekom rata par je živio u Lisabonu a kasnije i na Bahamima gdje je Eduard postao guverner. Poslije rata par ponovo seli u Francusku živeći uglavnom u mjestu Neuilly-sur-Seine. Eduard je umro 1972. godine. Par nije imao djece. Simpsonino zdravlje se pogoršavalo vremenom. Bolovala je između ostalog od demencije, a preminula je u svom domu 
Bois de Boulogne, 24. travnja 1986. 
Simpson je bila prva žena koju je časopis Time izabrao za Osobu godine 1936.